# Panoz Esperante GTR-1
Panoz Esperante GTR-1 (também conhecida como Panoz GTR-1 e mais tarde como GTP Panoz) foi um carro de corrida desenvolvido pela Panoz Auto Development em conjunto com a Reynard Motorspor, para corridas GT de resistência em 1997. Embora, mais tarde, o nome do roadster da Panoz, venha a ter sido chamado de Panoz Esperante, o protótipo GTR-1  não cedeu nenhuma contribuição  mecânica para a produção do Esperante roadster,  partilhando apenas pequenos pontos de estilo. O GTR-1 competiu no Campeonato da FIA GT e nas 24 Horas de Le Mans na Europa, bem como o GT IMSA, United States Road Racing Championship, e American Le Mans Séries na América do Norte.

## Desenvolvimento
Iniciado em 1996, a divisão da Reynard Motorsports  começou a trabalhar com a Panoz para iniciar o desenvolvimento de um estilo de protótipo para GT. Don Panoz, que queria manter um estilo americano de desenho, insistiu que o protótipo deveria ter as suas bases em um carro esporte. Devido a isso, o Esperante GTR-1 tornou-se único em comparação ao seus concorrentes como a: Mercedes-Benz, Lotus, Porsche, McLaren que possuíam o motor localizado na parte de trás do cockpit. Embora situado atrás do eixo dianteiro para dar-lhe um layout equilibrado,o motor na frente do GTR-1 deu proporções incomuns , incluindo uma longa dianteira. Devido ao comprimento do mesmo, o Esperante GTR-1 recebeu o apelido  de "Batmóvel", devido à sua semelhança com o carro usado pelo herói dos quadrinhos. Após a temporada inicial de 1997 , a carroçaria foi modificada em 1998 devido ao alongamento da frente e a sua capacidade de manuseio.
Para o motor, a Panoz seguiu a moda americana, usando um motor Ford V8 semelhante ao utilizado no seu Esperante anterior. Porem em vez de a Panoz utilizar um V8 de 4.0L, a Panoz seguiu o luxo da NASCAR de tentar  construir um motor V8 de 6.0L ,utilizando os motores Ford, sendo a Ford  a fornecedora de motores para Panoz. 
A fim de atender aos requisitos de homologação propostos pela ACO, dizendo que os carros de corrida deveriam ser baseados na produção de carros de rua, a Panoz construiu uma versão do Panoz GTR-1 unicamente para torná-lo capaz de trafegar em rodovias legalmente. Este carro foi mantido por Don Panoz. 

### Q9 híbrido
Para 1998, a Panoz chegou a um acordo com a inglesa Zytek,  para desenvolver um motor elétrico híbrido para o Esperante GTR-1. A ideia era que o carro seria capaz de percorrer distâncias maiores , usando um motor elétrico nos momentos de aceleração, não exigindo, portanto, o motor a gasolina. Para isso, foi necessário um grande conjunto de baterias para alimentar um gerador elétrico que acionava as rodas traseiras. A fim de recarregar as baterias, um sistema de travagem regenerativa seria ligado ao freio do carro, a fim de aproveitar o calor emitido dos freios, a fim de ser usado para recarregar as baterias.
Ao usar menos combustível, o carro seria capaz de fazer menos paradas em corridas de endurance, como as 24 Horas de Le Mans sendo, portanto, capaz de gastar mais tempo em pista e percorrer maiores distâncias. O carro, conhecido como Q9, foi construído pela Panoz juntamente com Reynard e a Zytek sendo desenvolvido mais tarde pela David Price Racing para a temporada 1998. Em honra da sua proposta, o carro recebeu uma pintura exclusiva roxo com grandes relâmpagos amarelos. 

## Resultados

### 1997
Um total de seis Esperante GTR-1 foram construídos pela Panoz, Ford e Reynard, sendo divididos entre três equipes.A Panoz manteria dois deles por seu esforço próprio. A equipe DAMS  usaria dois na Europa juntamente com a equipe britânica David Price Racing que recebera os dois últimos carros. Os carros estrearam nas 12 Horas de Sebring de 1997, mas não conseguiram terminar após 108 voltas. Enquanto isso, a David Price com o primeiro Esperante GTR-1, para a estreia em Hockenheimring no campeonato da FIA GT, conseguiu terminar em 11º lugar atrás das concorrentes McLaren e Porsche . 
As três equipes continuaram, e a equipe da Panoz teve o primeiro sucesso em Road Atlanta, ganhando um evento de GT, seguido pelas 6 Horas de Watkins Glen, ganhando pela classe GTS-1 e também na posição geral.No final, o campeonato de construtores terminou com a Porsche em 1º e a Panoz em 2º lugar.Na Europa, porém, o Esperante GTR-1 sofreu com a falta de ritmo. A DAMS não conseguiu marcar nenhum ponto no campeonato, enquanto que David Price obtinha um modesto 3º lugar.
Para as 24 Horas de Le Mans, três dos GTR-1 foram inscritas por David Price. Infelizmente, nenhum dos carros foi capaz de terminar.

### 1998

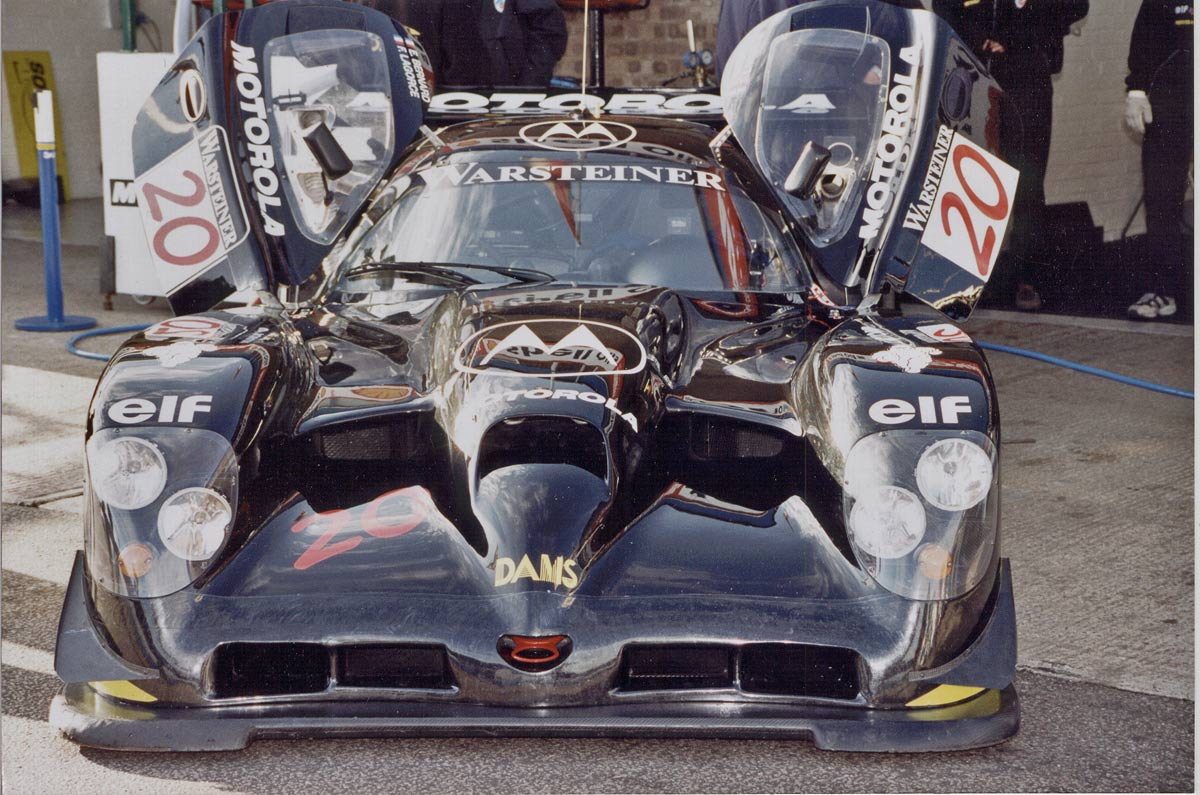
Panoz Esperante GTR-1 usado pela DAMS

Para 1998, com a evolução da carroceria do Esperante GTR-1 , o programa foi expandido. A equipe Panoz  não correria somente pela IMSA GT, mas também pela USA Road Racing Championship. A DAMS continuaria na FIA GT, enquanto que a David Price cairia fora na tentativa de desenvolver o Esperante GTR-1 Q9 para as 24 Horas de Le Mans.
Em USSRC, a fábrica da equipe Panoz lutou mais uma vez para projetar um carro mais rápido que a rival Porsche, que tinha vencido três dos cinco eventos na temporada anterior,  tendo perdido para Porsche no campeonato de construtores, por apenas três pontos de diferença, mas vencendo o campeonato de equipes. Em IMSA,a Panoz foi mais dominante, ganhando sete das oito corridas, inclusive tendo uma vitória em Sebring sobre forte chuva . 
Na Europa, a Panoz voltou a se mostrar mais poderosa. Embora incapaz de competir com a Mercedes-Benz CLK GTR, o protótipo foi capaz de competir bem contra a rival Porsche, ganhando pontos em sete das dez rodadas com melhores resultados com um 3º lugar em Hockenheim  e Dijon-Prenois. 
A David Price Racing testou o GTR-1 Q9 ao longo da temporada, tentando manter a sua aparência de competição no dia dos testes para as 24 Horas de Le Mans. Infelizmente, o carro só foi capaz de alcançar o 39º lugar, bem atrás dos dois carros da equipe Panoz. Verificou-se que o carro estava muito acima do peso e diminuiu-se  a adição das baterias, necessárias para executar o sistema híbrido. Mesmo assim, os planos para competir em Le Mans foram abandonados. O carro iria fazer mais uma aparência no evento de Petit Le Mans, parte do calendário IMSA. O carro conseguiu terminar em 12º lugar. Depois disso, o projeto do Esperante Q9 foi cancelado.
Entretanto, com a ida do Q9, a equipe Panoz mantinha-se concentrada com os seus dois próprios carros. Apesar de um dos carro não conseguir terminar, o segundo veículo terminou em 7º lugar  terminando apenas 16 voltas do vitorioso Porsche 911 GT1.

### 1999
Embora o Esperante GTR-1 tivesse tido grande sucesso em 1998,a Panoz estava ciente de que os automóveis de corrida para GT estavam se tornando máquinas altamente exóticas não se assemelhando em nada com um carro de rua, sendo o caso do Toyota GT-One. Portanto a Panoz percebeu que eles não seriam capazes de competir com os Esperante GTR-1. Portanto ficou decidido que Panoz iria passar o seu protótipo para classe LMP. Isto também foi ajudado pelo fato de que a FIA GT decidiu abandonar a classe GT1, deixando o Esperante GTR-1 incapaz de competir na Europa.
Portanto, enquanto o desenvolvimento do novo LMP-1 Roadster S estava em curso, a Panoz empurrou o GTR-1 para  American Le Mans Séries. Dois GTR-1 iriam correr em Sebring não completando o evento. Na próxima corrida em Road Atlanta, o novo protótipo Panoz LMP-1 estreou  e assim um dos GTR-1 fora retirado da competição para poder dar lugar ao novo protótipo. Infelizmente O LMP-1 não obteve um desempenho desejado. Mais tarde o restante GTR-1 fora retirado dando lugar ao novíssimo LMP-1
O design do Esperante GTR-1 formou a base para o LMP-1 Roadster-S, utilizando o esquema do mesmo motor na frente e do nariz grande, sendo considerado por muitos um Esperante GTR-1, porem de cockpit aberto. 

## Final
Em 2003, a Panoz decidiu ressuscitar  o chassi 003 (anteriormente dirigido pela David Price Racing) para ser usado com  cockpit fechado denominado Esperante GT-LM GT2. O carro foi inscrito nos 1.000 km de Le Mans. O carro, infelizmente, não terminou devido a problemas eletrônicos.
Após esse evento, o carro foi comprado pela francesa Larbre, sendo renomeado para GTP Panoz para refletir sua mudança de classe. O carro seria modificado para as 12 Horas de Sebring, terminando em 9º lugar. O carro seria o próximo aparecer nas 24 Horas de Le Mans, onde abandonou a corrida logo no início. A última aparição foi feita na Le Mans Séries em Spa-Francorchamps, que obtera um 14º lugar. Logo após isso o protótipo foi aposentado.